# Edward Henry Walford Backhouse
Edward Henry Walford Backhouse, britanski general, * 7. februar 1895, † 20. november 1973.